# Behringer und die Toten – Ein Bamberg-Krimi
Behringer und die Toten – Ein Bamberg-Krimi ist eine deutsche Fernsehfilmreihe, die seit 2024 für RTL produziert wird. Die einzelnen Folgen haben eine Länge von ca. 90 Minuten und werden im Rahmen der Reihe Tödlicher Dienstag ausgestrahlt.

## Handlung
Konrad Behringer ist Hauptkommissar in Bamberg und löst dort Kriminalfälle mit seiner Partnerin Ela Jenning. In der Vergangenheit war Charly Behlke seine Partnerin, doch diese ist seit einem Einsatz, bei welchem sie angeschossen wurde auf einen Rollstuhl angewiesen und nicht mehr in Dienst. Trotzdem berät Behringer sich häufig mit ihr, denn Charly vertraut er mehr als Ela. Ebenfalls in Bamberg wohnt Behringers Schwester Anne Lončar, welche dort einen Gasthof betreibt, in dem Behringer auch manchmal aushilft. Zu Annes Familie gehören ihr Mann Basti, welcher Kriminaltechniker und Kollege, sowie bester Freund von Behringer ist und der gemeinsame Sohn Ole. Zum Team von Behringer gehört außerdem der Streifenpolizist Oscar.

## Besetzung
| Schauspieler      | Rollenname               | Episoden | Zeitraum | Rolle |
| ----------------- | ------------------------ | -------- | -------- | --- |
| Antoine Monot     | Konrad Behringer         | 1–       | 2024–    | Hauptkommissar, Bruder von Anne, Onkel von Ole                                                                             |
| Cosima Henman     | Ela Jenning              | 1–       | 2024–    | Kommissarin, Partnerin von Konrad                                                                                          |
| Wanda Perdelwitz  | Charly Behlke            | 1–       | 2024–    | ehemalige Kommissarin, ehemalige Partnerin von Konrad, wurde bei einem Einsatz angeschossen und sitzt seitdem im Rollstuhl |
| Jonas Laux        | Sebastian „Basti“ Lončar | 1–       | 2024–    | Kriminaltechniker, Ehemann von Anne, Vater von Ole                                                                         |
| Jessica Ginkel    | Anne Lončar              | 1–       | 2024–    | Wirtin, Schwester von Konrad, Ehefrau von Basti, Mutter von Ole                                                            |
| Maximilian Kaiser | Ole Lončar               | 1–       | 2024–    | Sohn von Basti und Anne, Neffe von Konrad                                                                                  |
| Oskar Keymer      | Oscar                    | 1–       | 2024–    | Streifenpolizist |

## Episodenliste
| Nr. | Originaltitel | Onlinepremiere   | Erstausstrahlung | Regie               | Drehbuch    | Zuschauer |
| --- | ------------- | ---------------- | ---------------- | ------------------- | ----------- | --------- |
| 1   | Feuerteufel   | 20. Februar 2024 | 27. Februar 2024 | Ralf Huettner       | Berit Walch | 3,24 Mio. |
| 2   | Fuchsjagd     | 27. Februar 2024 | 5. März 2024     | Florian Froschmayer | Berit Walch | 3,08 Mio. |
| 3   | Antoniusfeuer | 11. März 2025    | 18. März 2025    | Alexander Costea    | Berit Walch | 2,87 Mio. |
| 4   | Romeo         | 18. März 2025    | 25. März 2025    | Alexander Costea    | Berit Walch | 2,92 Mio. |

## Produktion
Die Fernsehfilmreihe wird in Bamberg und München gedreht. Der erste Film wurde vom 17. August bis zum 15. September, der zweite Film im Anschluss vom 5. Oktober bis zum 3. November 2023 gedreht. Der dritte und vierte Film entstanden zusammen vom 21. August bis zum 30. Oktober 2024.